# 다이바 공원

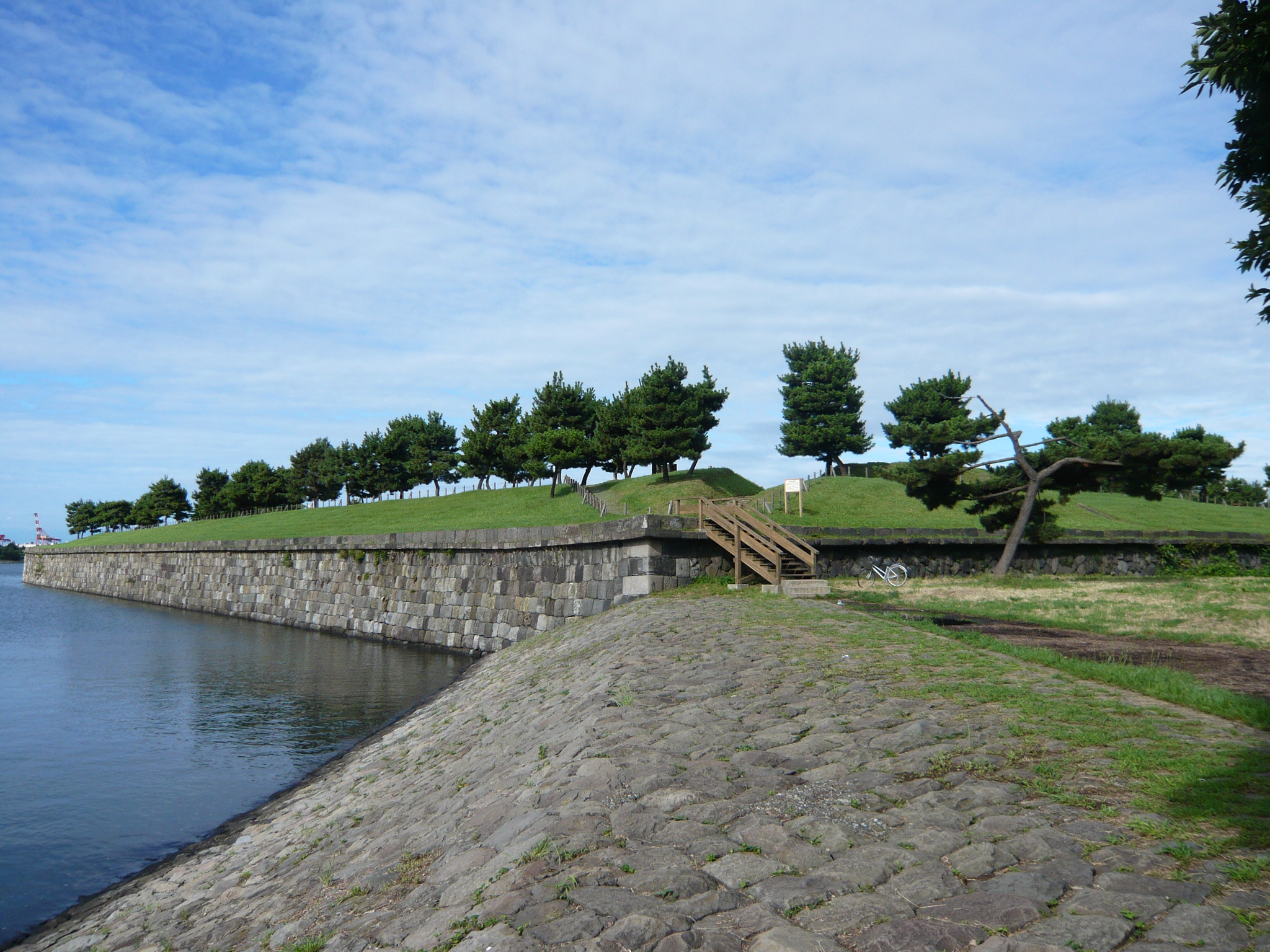
제3다이바의 외관

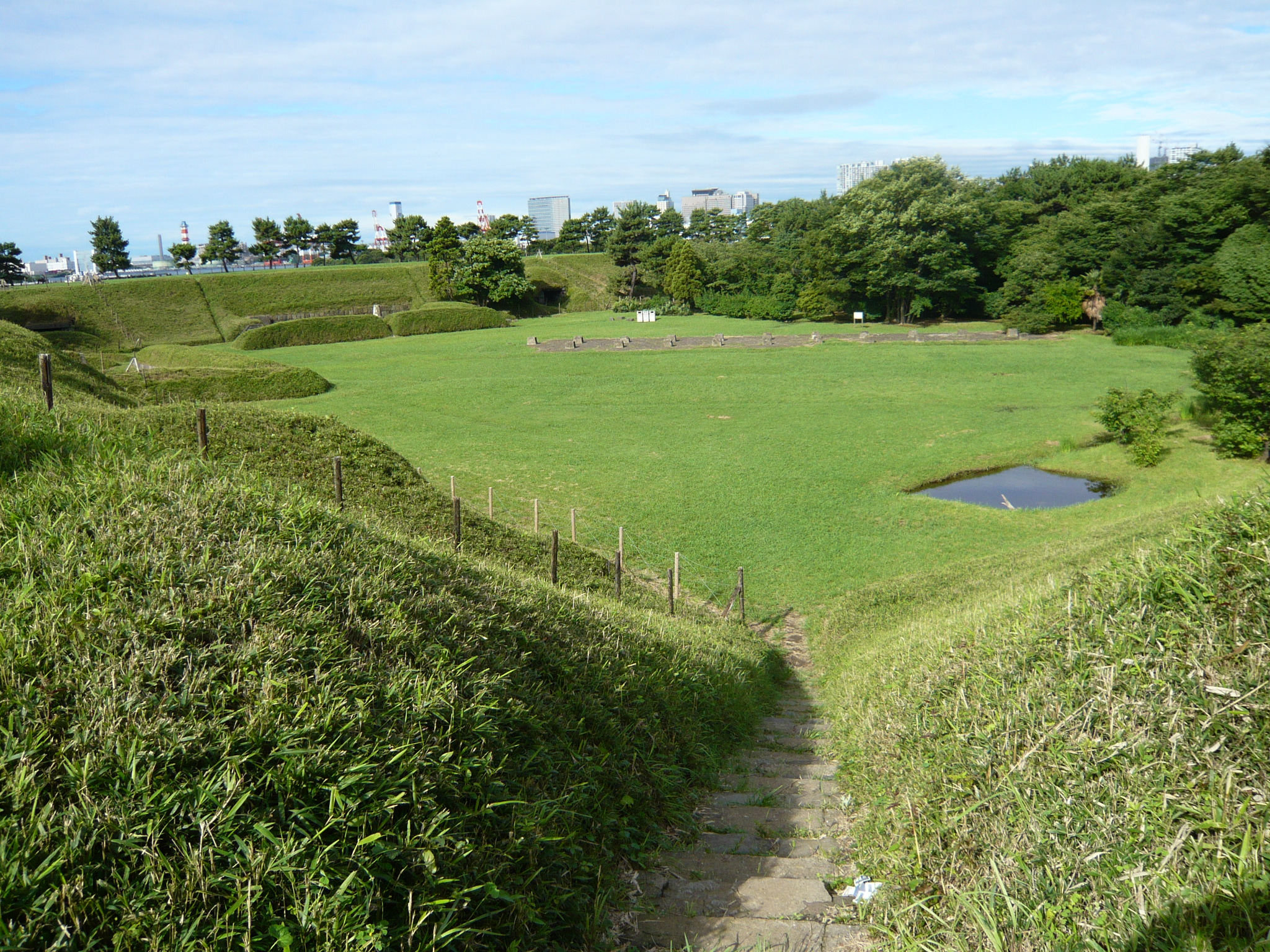
제3다이바의 내관

다이바 공원(일본어: 台場 公園 다이바 고엔[*])은 도쿄도 미나토구 다이바 1초메에 있는 도쿄 도립공원이다. 1928년 7월 7일 개원하였다. 총면적은 29,963평방미터로 옛 다이바 터를 이용하였다.

## 개요

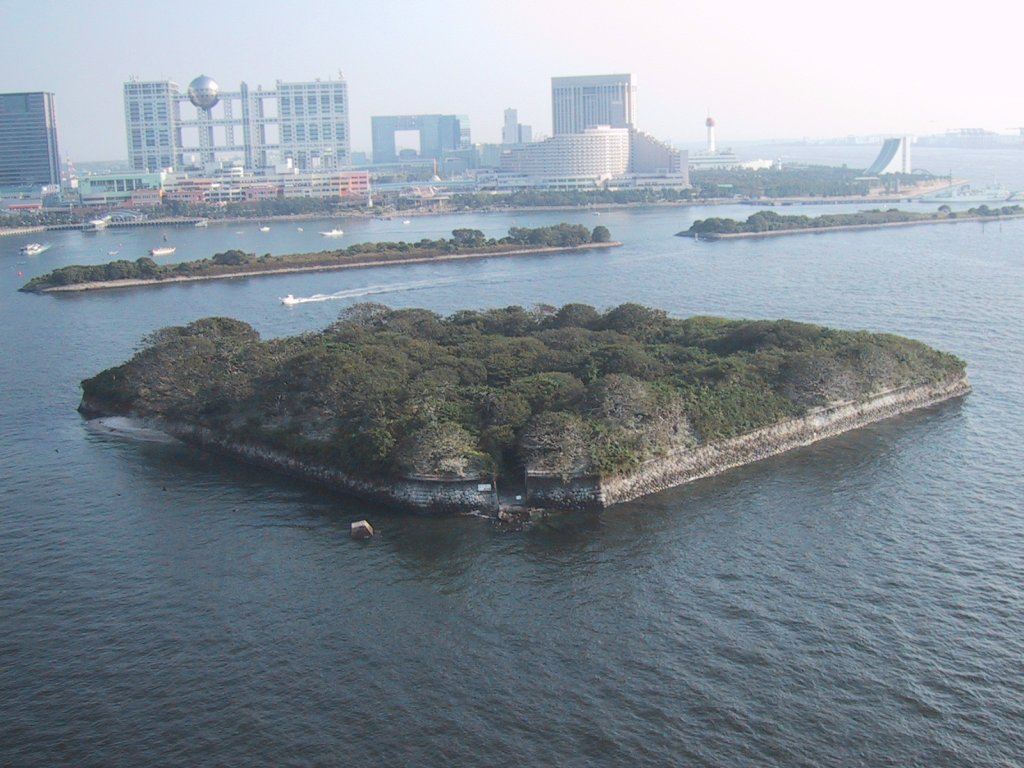
제6다이바

다이바 공원은 페리 제독의 미국함대의 내방에 대비하여 도쿄 만위에 지어진 다이바를 정비해 개원하였다.
오다이바 해빈공원과 연계된 도쿄 만의 공원이다. 옛 다이바의 흔적은 남아 있어 다이바의 구조를 엿볼 수 있다. 주위는 석벽으로 쌓고 상부에는 흙을 쌓아 포탄의 충격에 대비한 구조로 되어 있다. 다이바의 한변의 길이는 160m로 된 정사각형의 형태이며 중앙부는 바깥보다 낮은 구조로 되어 있다. 다이바 중앙에는 병영의 초석이 있으며, 주위에는 탄약고 터가 있다. 또, 북쪽에 있는 석조로된 선착장도 존재한다.
레인보우 브리지를 가까이에서 조망할 수 있으며, 후지 테레비 등의 다이바 지구의 경치를 두루 볼 수 있는 최적의 장소이다. 단, 심야에는 인적이 드물고, 주변에 등도 없어 어둡기 때문에 자칫하다가는 다이바 밖 바다로 떨어질 수도 있으니 주의가 필요하다.

### 제3다이바
1853년 미국함대의 내방이 있었고, 이에 해안 방어에 필요를 인식한 에도 막부가 축조한 다이바 중 하나이다. 병영과 탄약고의 흔적이 잘 보존되어 있어 1926년 10월 20일 무인도에 지어진 제6다이바와 함께 시나가와 다이바(品川台場)란 명칭으로 국가 사적에 등재되었다.
※ 제6다이바는 일반인의 출입을 금하고 있다.

### 산책로
신호가 없고, 차가 다니지 않으며, 밤에도 비교적 밝아 산책로로 인기가 좋다. 아래와 같은 산책로는 간격이 없이 연계되어 있기 때문에 도보로는 편도 1시간가량이 소요된다. 단, 다이바 공원에서는 자전거를 탈수 없다.
- 다이바 공원↔오다이바 해빈공원↔시오카제 공원↔히가시야시오 녹도 공원↔아오미 북부두 공원↔아오미 남부두 공원

## 관광
교통
- 유리카모메 오다이바카이힌코엔 역에서 걸어서 15분소요.

주변 문화시설 및 관광명소
- 레인보우 브리지
- 오다이바 해빈공원
- 배의 과학관

## 같이 보기
- 다이바